# اریک برادن

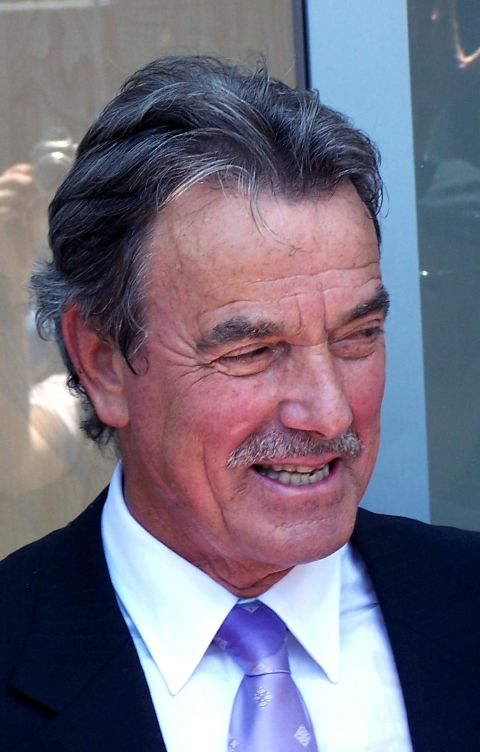

اریک برادن (انگلیسی: Eric Braeden؛ زادهٔ ۳ آوریل ۱۹۴۱) یک هنرپیشه اهل ایالات متحده آمریکا است. وی از سال ۱۹۶۲ میلادی تاکنون مشغول فعالیت بوده‌است.

## گزیده فیلمشناسی
از فیلم‌ها یا برنامه‌های تلویزیونی که وی در آن نقش داشته‌است می‌توان به آثار زیر اشاره کرد.
- مأموریت: غیرممکن (۱۹۶۶–۱۹۶۷)
- ویرجینیایی (۱۹۶۶)
- صد اسلحه (۱۹۶۹)
- هاوایی فایو-او (۱۹۶۹–۱۹۷۳)
- فرار از سیاره میمون‌ها (۱۹۷۱)
- دود اسلحه (۱۹۷۱–۱۹۷۴)
- مک‌کلاود (۱۹۷۳)
- مرد شش‌میلیون‌دلاری (۱۹۷۳)
- زن زناکار (۱۹۷۳)
- کوجک (۱۹۷۷)
- پیرانا (۱۹۷۸)
- فرشتگان چارلی (۱۹۸۱)
- گرگ آسمان (۱۹۸۶)
- آمبولانس (۱۹۹۰)
- تایتانیک (۱۹۹۷)
- با دیدلز آشنا شوید (۱۹۹۸)
- جسور و زیبا (۱۹۹۹)
- مردی که برگشت (۲۰۰۸)
- آشنایی با مادر (۲۰۰۸)
- کمینگاه دزدان (۲۰۱۸)